# Ратиб, Гамиль
Гами́ль Абу́ Бакр Ра́тиб (араб. جميل أبو بكر راتب‎, фр. Gamil Abou Bakr Ratib, 16 августа 1926 — 19 сентября 2018) — французский актёр арабского происхождения.

## Биография
Гамиль Ратиб родился в Египте, вырос во Франции, там же провёл большую часть жизни.
В кино дебютировал в 1956 году в фильме Кэрола Рида «Трапеция». Известен по ролям в картинах «Агент ОСС 117 жив» (OSS 117 n’est pas mort, 1956), «Лоуренс Аравийский», «Банк в Бангкоке» (Banco à Bangkok pour OSS 117, 1964), «Шпионская шкура» (Peau d’espion, 1967). Благодаря экзотической внешности Ратиб сыграл немало ролей арабских принцев и отрицательных персонажей.
На счету Гамиля Ратиба около полусотни работ в кино и на телевидении.

## Карьера

### Театр
- 1960: Гамлет (Уильям Шекспир) — реж. Филипп Дашез, Морис Жакмон (Театр Елисейских Полей)
- 1967: Шахерезада (Жюль Сюпервьель) — реж. Жан Ружери (Théâtre des Mathurins)

### Кино
- Трапеция (1956)
- Агент ОСС 117 жив (1957)
- Лоуренс Аравийский (1962)
- Банк в Бангкоке (1964)
- Шпионская шкура (1967)
- Молодые волки (1968)
- Северная звезда (1982)
- Прощай, Бонапарт (1985)
- Алмазная пыль (1991)
- Лето в ля Галетте (1996)
- Берегитесь омутов (1996)
- Ночь судьбы (1997)
- Вечный танец (2004)
- Козёл отпущения (2010)
- Облако над стаканом с водой (2012)
- Здесь (2017)

### Телевидение
- Атлантида (1972)
- Расследования комиссара Мегрэ (1978)
- Сознание учителя Хекмэта (1994)
- Майор Нерваль (1998)
- Лавка Луи-антиквара (2006)

## Награды
Алмазная пыль
- 1991:
  - Кинофестиваль средиземноморской культуры в Бастии — приз за лучшую мужскую роль[1]
- 1992:
  - Кинопремия Института арабского мира за лучшую мужскую роль в кино[1]
  -  Награда Magazine Visions за лучшую мужскую роль[1]

Вечный танец
- 2004:
  - Средиземноморский фестиваль молодых режиссёров в Лариса — лучшая мужская роль в короткометражном игровом фильме[2]

- 2011:
  -  Дубайский международный кинофестиваль — награда за достижения в жизни и карьере[3]